# Gretescher Steine
Die Gretescher Steine sind ein Großsteingrab (Sprockhoff-Nr. 920). Sie liegen an einer Biegung des Belmer Baches im Osnabrücker Ortsteil Gretesch.

## Beschreibung
Die Grabkammer mit den Ausmaßen von 10 Meter Länge und 2,5 Meter Breite liegt in Südwest-Nordwest-Ausrichtung etwa vier Meter oberhalb des Flusses. Wahrscheinlich ist ein Teil des Nordostendes vom Fluss unterspült worden und abgestürzt. Das Grab hätte dann sechs Decksteine besessen. Seit Ende des Jahres 2016 ist die Grabkammer Endpunkt eines Zeitstrahls, bei dem es sich um  eine künstlerische Rauminstallation durch Metallstelen handelt.
Die Megalithanlage aus der Jungsteinzeit wurde von der Trichterbecherkultur (TBK) zwischen 3500 und 2800 v. Chr. errichtet. Neolithische Monumente sind Ausdruck der Kultur und Ideologie neolithischer Gesellschaften. Ihre Entstehung und Funktion gelten als Kennzeichen der sozialen Entwicklung. Das Ganggrab ist eine Bauform jungsteinzeitlicher Megalithanlagen, die aus einer Kammer und einem baulich abgesetzten, lateralen Gang besteht. Diese Form ist primär in Dänemark, Deutschland und Skandinavien, sowie vereinzelt in Frankreich und den Niederlanden zu finden.